# Martin-pêcheur d'Amazonie
Chloroceryle amazona
Espèce
Statut de conservation UICN

 LC  : Préoccupation mineure

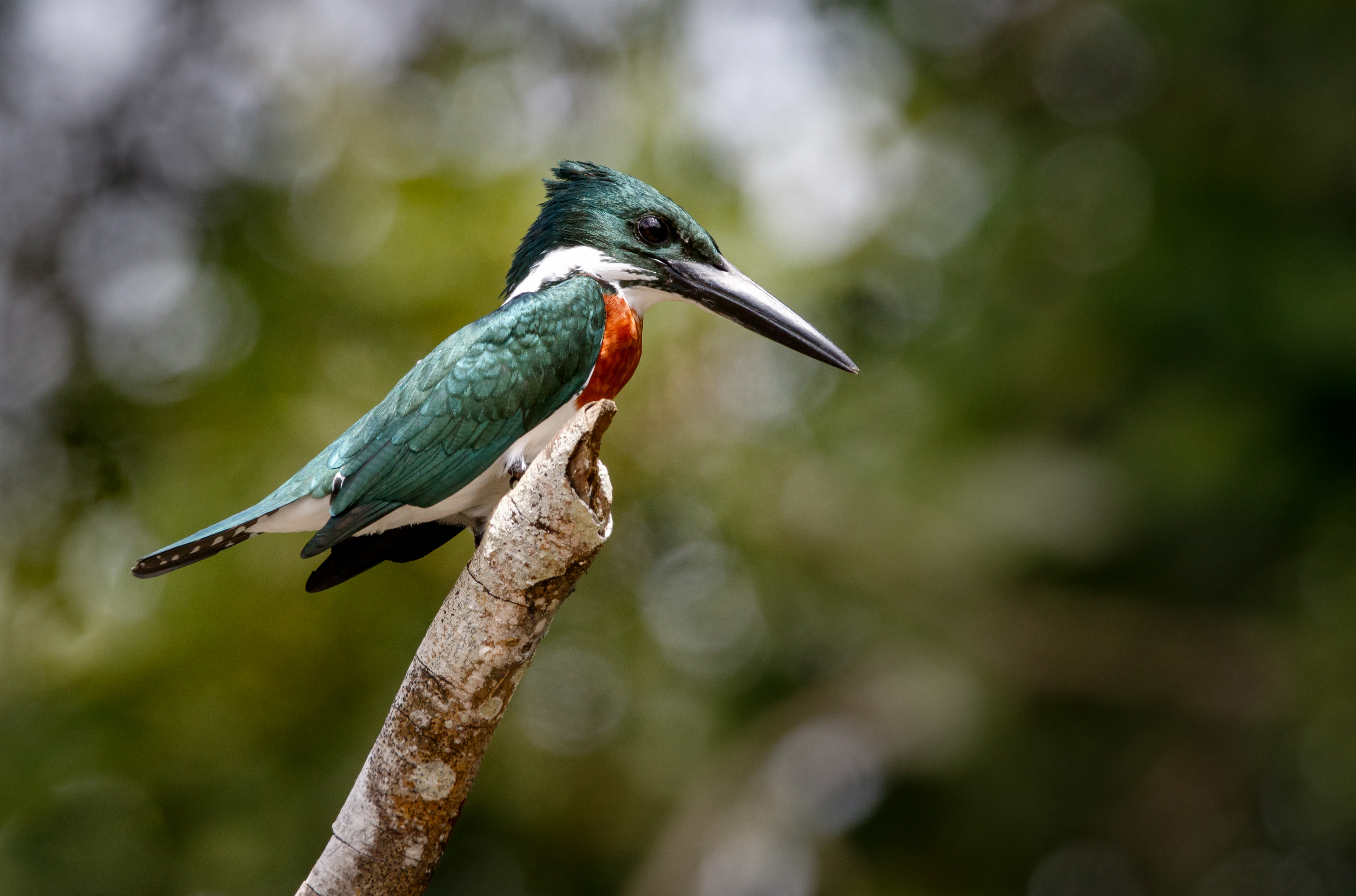
Un martin-pêcheur d'Amazonie près de Cano Negro, vers la frontière entre le Costa Rica et le Nicaragua. Février 2017.

Le Martin-pêcheur d'Amazonie (Chloroceryle amazona) est l'une des 4 espèces de martins-pêcheurs du genre Chloroceryle.

## Description
Cet oiseau mesure environ 29 cm de longueur. Il présente un dimorphisme sexuel. Les deux sexes ont la tête munie d'une huppe et le dos vert métallique foncé, les ailes et la queue de même couleur mais légèrement tachetées de blanc, le ventre blanc et le bec sombre et fort. Le mâle a la poitrine ornée d'une bande rousse et la femelle d'une bande interrompue vert foncé.

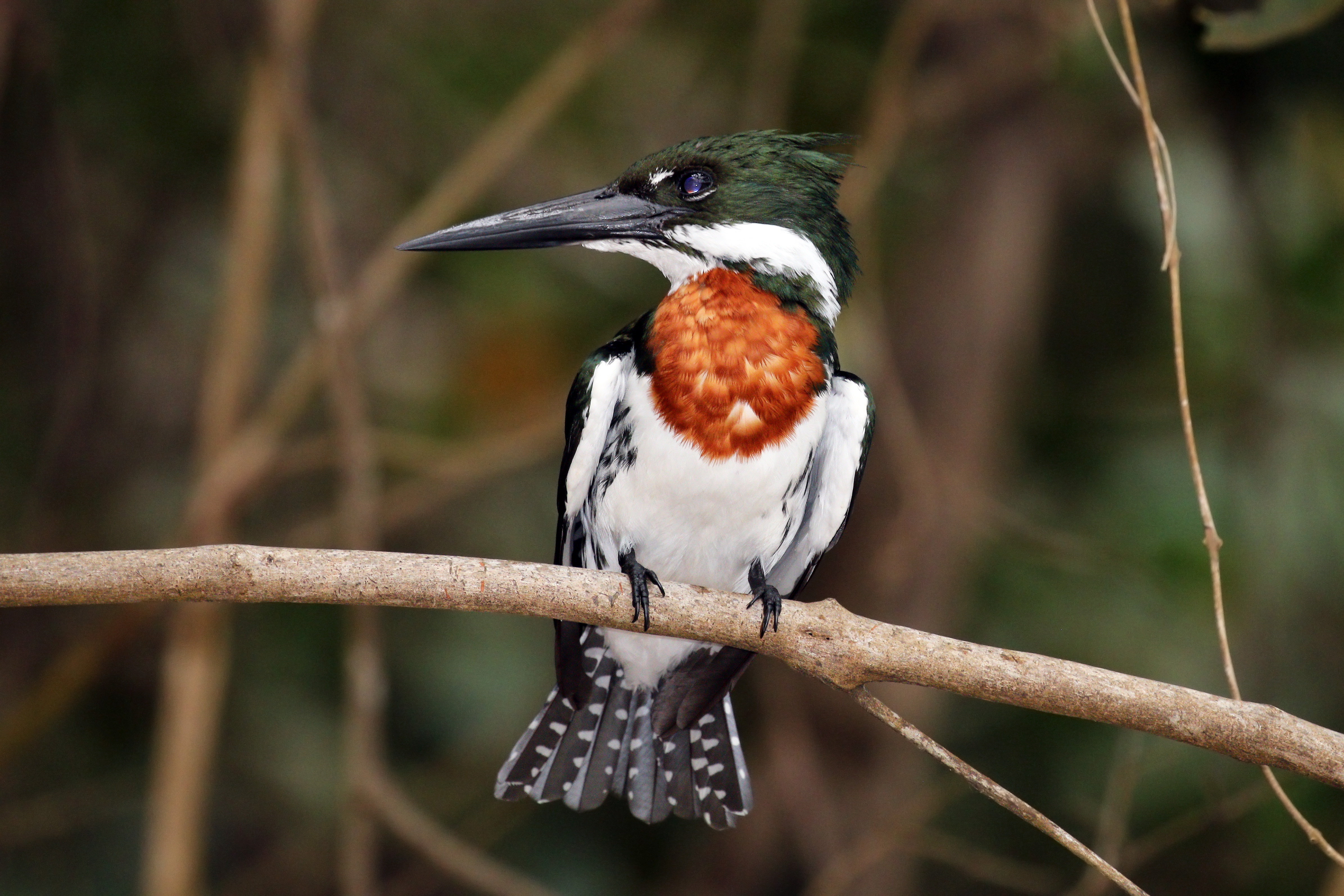
Un mâle, reconnaissable à sa bande rousse
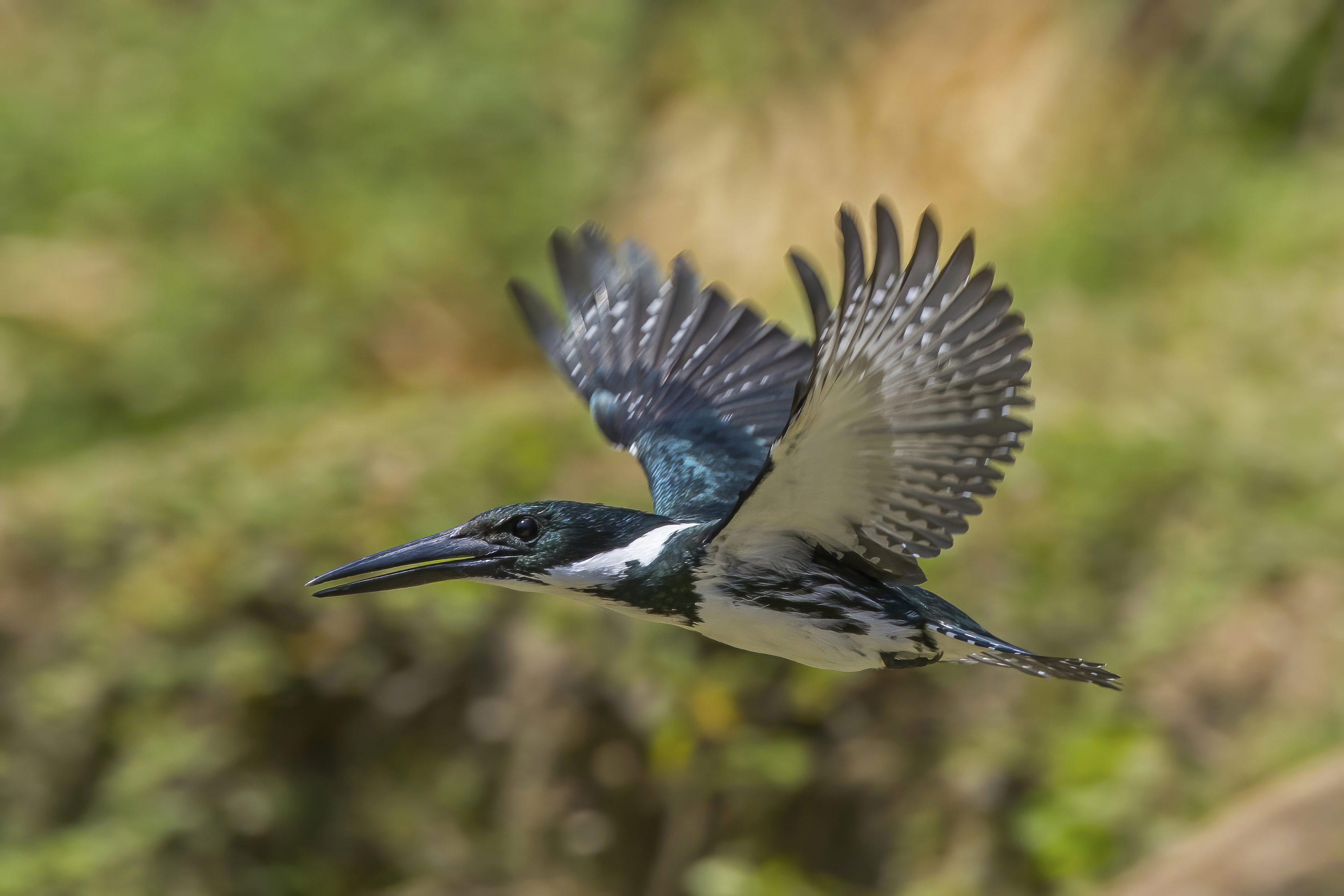
Une femelle

## Répartition
Cet oiseau est répandu à travers la zone néotropicale.

## Habitat
Cet oiseau fréquente les rivières larges, les chenaux de mangroves et les estuaires jusqu'à 900 m d'altitude.

## Alimentation
Cette espèce consomme essentiellement des poissons.